# Lyon à la fin du Moyen Âge
Lyon à la fin du Moyen Âge (Moyen Âge tardif) a lié son sort à la France avec sa soumission au roi Philippe le Bel, en 1312 par le traité de Vienne. Elle reste toutefois encore longtemps à la marge des grands conflits de ce temps, ne subissant pas les horreurs de la guerre de Cent Ans. Le pape Innocent IV viendra y trouver l'exil, la ville étant indépendante et le pape ayant été poliment refusé au sein du Royaume par Saint Louis. La cité ne connaît pas d'essor économique sur une période qui n'est pour elle, que la continuation d'un long Moyen Âge.
Elle est totalement sous domination de l'Église catholique, qui y sacre deux de ses papes. L'abbaye d'Ainay est alors une des plus puissantes du royaume de France.
Elle sort du Moyen Âge pour entrer dans la Renaissance autour des années 1460, avec l'essor rapide des foires de Lyon.

## Description topographique et sociologique
Au début du XIVe siècle, la ville de Lyon est délimitée par le Rhône au sud-est et par ses remparts autour du plateau de Fourvière à l'ouest et au sommet de la colline de La Croix-Rousse au nord, reprenant ainsi en grande partie les limites de la ville antique pourtant bien plus étendue que la ville médiévale, ce qui laisse à côté des quartiers centraux densément peuplés, des espaces ruraux ou faiblement peuplés à l'intérieur des murailles.
La ville est fondamentalement divisée en deux, séparée par la Saône, qui forme jusqu'en 1312 une frontière entre le royaume de France et l'Empire. Les habitants, même dans les actes officiels, gardent durant cette période l'habitude de nommer la rive droite de la Saône « le Royaume » et la rive gauche « l'Empire ».
Durant la fin du Moyen Âge, la morphologie urbaine change très peu, la ville traversant de nombreuses crises qui empêchent ses habitants d'opérer de grands travaux. Les chantiers édifices majeurs progressent peu et les crises démographiques ne poussent pas à l'extension du bâti. La ville est alors divisée en quartiers, chacun centré sur le couvent d'un ordre religieux.

### La «part du Royaume»
Le plateau de Fourvière est rural, revêtu seulement de quelques maisons de campagnes entourées de vergers, de vignes et de ruines pillées. Il est ceint d'une muraille allant de Pierre Scize à Saint-Georges, qui sera renforcée en 1360 sous les ordres du roi de France Jean le Bon. Au sommet du plateau se trouve le sanctuaire Saint-Thomas-de-Fourvière, petit cloître légèrement fortifié, et au sud, en dehors de la ville, le cloître de Saint-Just entouré d'une muraille indépendante. À cette époque subsiste encore quelques vestiges romains visibles, qui servent très largement de sources de matériaux de construction.
La ville sur la rive droite de la Saône est dense et coincée entre la rivière et la colline de Fourvière sur un replat ne dépassant pas les 200 mètres et réduit à une vingtaine de mètres seulement à Pierre-Scize au nord et au Puy d'Ainay au sud. Les pentes de la colline sont surtout recouvertes de vignes et de vergers. Les maisons sont bâties jusqu'au bord de l'eau, si bien qu'il n'y a pas de quais ni de chemin de halage.

#### Le cloitre cathédral

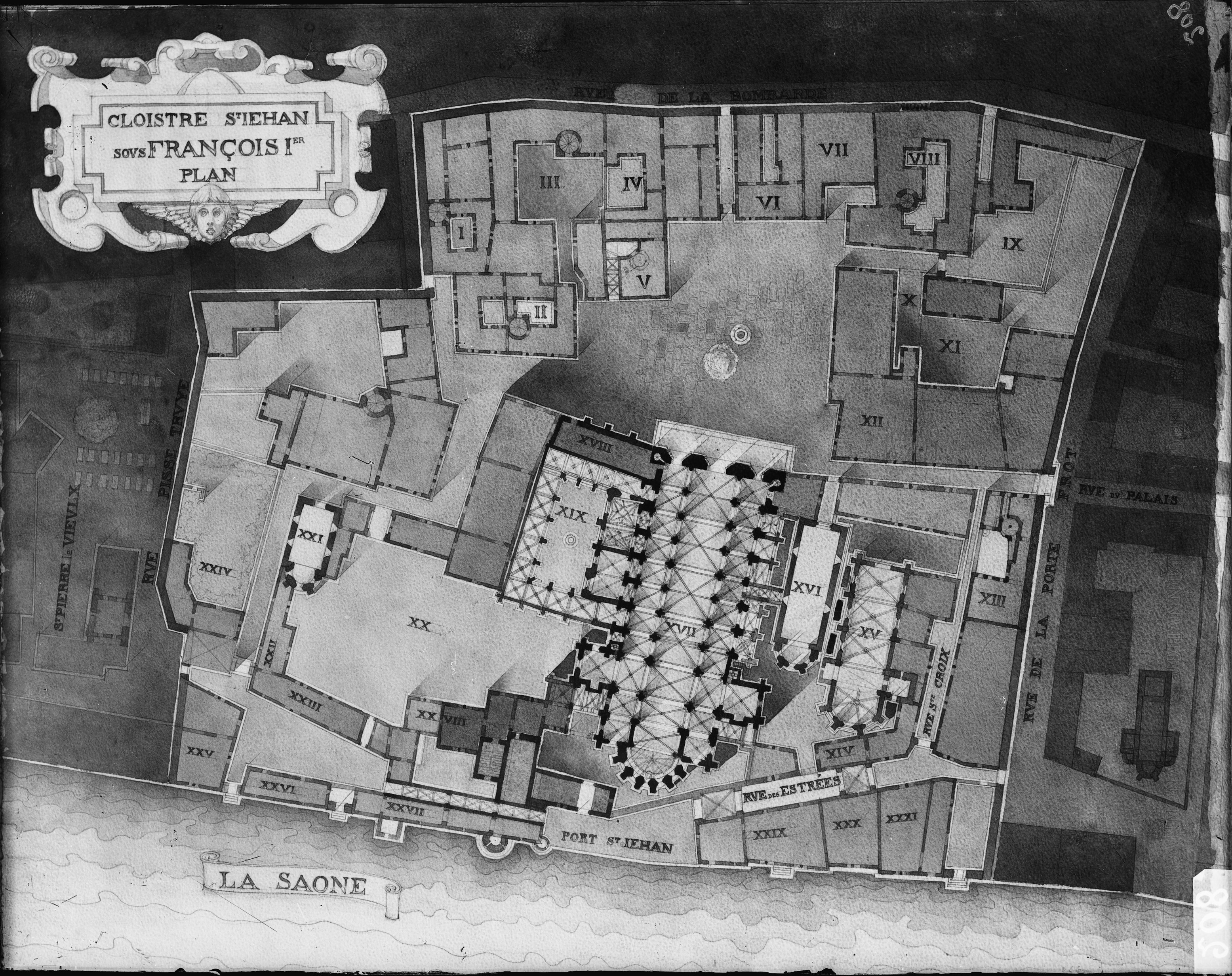
Plan du groupe cathédral de Lyon, à l'époque de la Renaissance. Gravure extraite de l’Histoire des églises et chapelles de Lyon de Jean-Baptiste Martin, 1908.

Cette partie de la ville est, au sud, dominée par le cloître de la cathédrale Saint-Jean. Cette cité presque autonome, le « Grand Cloître » contient sur quatre hectares la cathédrale Saint-Jean, les églises Saint-Étienne, Sainte-Croix et l'église paroissiale Saint-Romain, le palais archiépiscopal, les hôtels des dignitaires du chapitre et des chanoines, les logements des officiers de l'Église et des serviteurs, l'auditoire, des prisons... Le « groupe cathédral » est entièrement fermé par d'épais remparts édifiés par l'archevêque Guichard en 1165.

#### Le quartier Saint-Georges
Le groupe cathédral isole partiellement les quartiers Saint-Georges et Saint-Pierre-le-Vieux plus au sud, du reste de la ville. Ces quartiers abritent une population pauvre composée majoritairement de pêcheurs et de reveyrans. Autour de la place du Gourguillon se regroupent quelques charpentiers qui forment un artisanat moins modeste, et qui domine de nombreux affaneurs pauvres. Ce quartier est la voie de sortie des voyageurs pour se rendre en direction du Languedoc par la porte Saint-Georges et le chemin de Fontanières, ou en direction de l'Auvergne et de l'Aquitaine par la montée du Gourguillon vers la porte des Farges pour suivre la route des pèlerinages de Compostelle ou du Puy-en-Velay. Cette fonction entraine la présence dans le quartier de quelques aubergistes et notaires. Les rives du quartier sont bordées de maisons sauf sur une grande largeur, le port Sablet, situé en amont de l'église de la commanderie Saint-Georges, qui fait office d'église pariossiale,.
Au nord du cloître canonial, en face du pont, se situe le cœur de la ville : les riches quartiers du Palais, du Change et de Saint-Paul.

#### Du Palais de Roanne à Saint-Paul
Le quartier du Palais, autour du palais de Roanne est le siège de l'administration royale et est habité par des juristes et des officiers royaux. Son artère principale, la rue du Palais (l'actuelle rue Saint-Jean) qui part de la porte froc du cloître pour aller au change abrite de nombreux notaires, hommes de loi et clercs. Plusieurs grandes familles lyonnaises résident également sur cette artère dont Les Viste Thomassin, Burle ou Jullien. Le quartier comprend pour servir cette élite de nombreux artisans spécialisés. Ce quartier est le siège des fabricants d'armes (frenier, furbisseur, cutellier, armeour), d'artisans du cuir et d'orfèvres. Ce quartier comprend également un établissement d'étuves, situé le long de la Saône,.

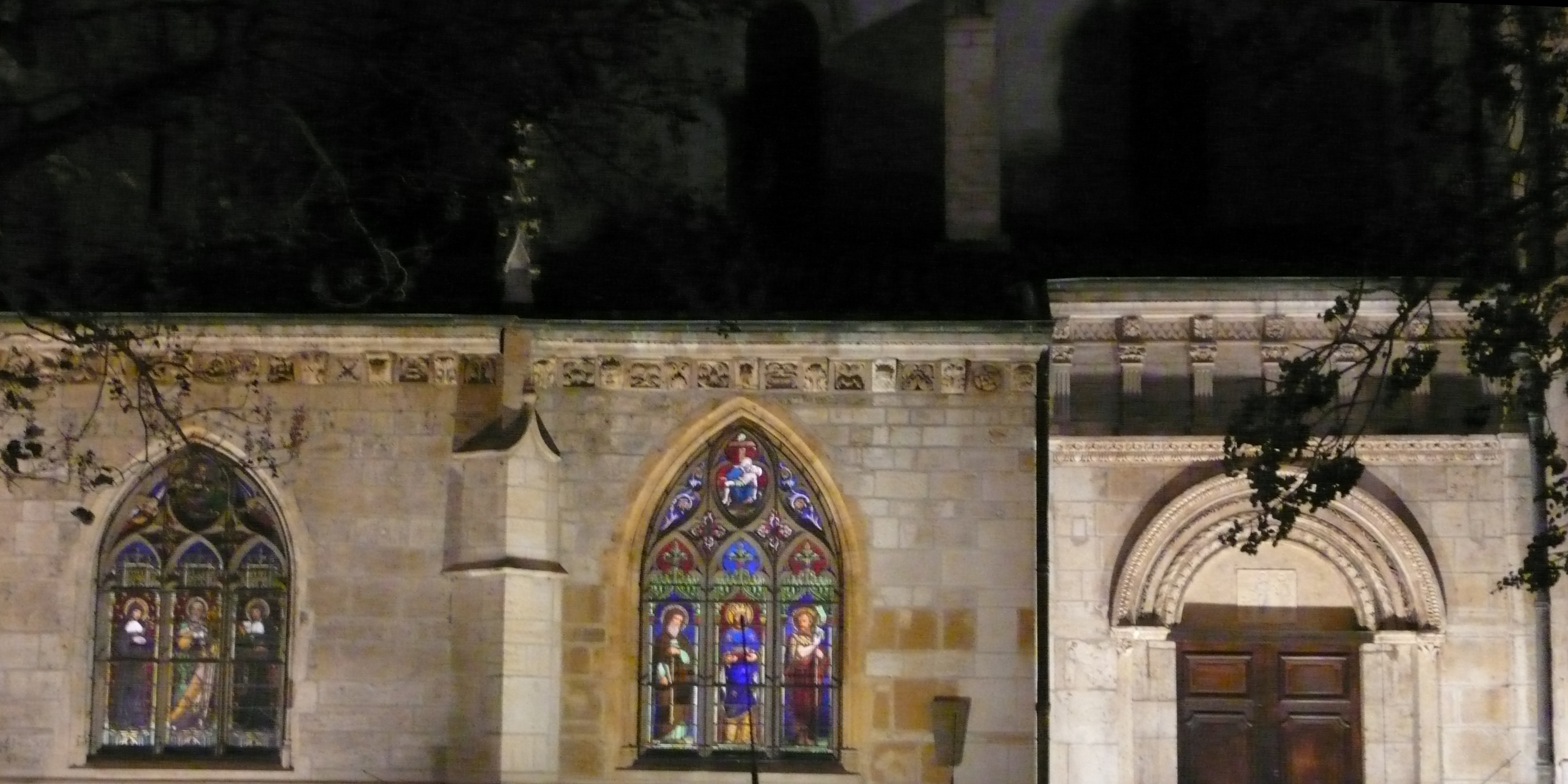
façade nord de l'église Saint-Paul.

Les quartiers du Change et de Saint-Paul sont des quartiers commerçants et de changeurs, qui voient passer tous les voyageurs allant de Bourgogne, France ou Flandres à la Provence ou l'Italie. Au niveau de l'ancienne rue Nonvial (au niveau de l'actuelle place Saint-Paul) se concentrent les artisans de bouche, la maysel, là où les bouchers travaillent. S'y rendent également tous les fermiers et éleveurs des Monts d'Or et des plateaux du nord-ouest lyonnais. Plus près du pont rues Lainerie et Chevrerie se concentrent les travailleurs du cuir et des tissus, des fourrures et des habits, qui ont pour clientèle des voyageurs de passages ayant besoin de chaussures neuves ou d'habits chauds,.

#### Bourgneuf et Pierre Scize
Au-delà, la ville s'arrête à la porte de Bourgneuf, à la boucle de la rivière. Ce quartier est une seule artère longue, étroite et très peuplée. Elle contient en effet, un grand nombre d'auberges où s'arrêtent les voyageurs traversant Lyon, la plupart près de l'église Saint-Paul. Cette clientèle permet au quartier de développer une communauté de petits artisans vendant de la nourriture ou des effets nécessaires pour les grands voyageurs ; travailleurs du cuir qui réparent chaussures et selles, tailleurs rapiéçant ou remplaçant des vêtements usés ou abimés et maréchaux-ferrants pour remettre en place les fers des montures. De nombreux notaires logent et travaillent également dans le quartier, les riches voyageurs ayant régulièrement besoin de leur service s'ils doivent établir un acte de vente d'une affaire conclue dans la cité. Enfin, ce quartier est l'un des rares à disposer d'un messager, employé autant par le consulat pour transmettre des courrier aux villes du nord que par des marchands ayant besoin de communiquer rapidement. Cette population est complétée par une foule de petites gens, pêcheurs, affaneurs et pauvres.
Ensuite se situe le quartier de Pierre Scize, dominé par le château de l'archevêque.
Le pont du Change est jusqu'au XVIIe siècle, le seul pont sur la Saône, reliant ainsi la rive droite à la Presqu'île. Il forme l'axe principal de la ville et l'on trouve à ses deux débouchés les deux quartiers les plus denses et les plus riches : le quartier du Change en rive droite et le quartier de Saint-Nizier sur la presqu'île.

### La «part de l'Empire»

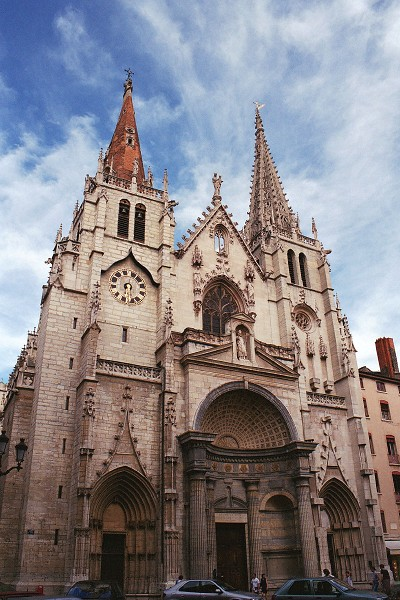
La façade de l'église Saint-Nizier, dont le clocher nord sert de beffroi à la cité.

Sur la presqu'île, l'urbanisation est hétérogène, avec des espaces de champs, de vergers, de vignes, entrecoupés de pôles lotis. L'enceinte protège la ville au sud d'Ainay et en haut des pentes de la côte Saint-Sébastien (l'actuelle Croix-Rousse). La densité de population est difficile à estimer, les terriers de l'archevêché ayant disparu. En de nombreux endroits, les édifices religieux ou civils sont rebâtis, le développement des ordres mendiants lyonnais y étant pour beaucoup,.
La place des Jacobins tire son nom du sobriquet local désignant les Dominicains. La place des Cordeliers désigne l'emplacement du couvent franciscain ; les disciples de François d'Assise portaient en effet une corde autour des hanches pour tenir leur coule. La place porte encore les vestiges de la présence franciscaine: la basilique Saint-Bonaventure. La place des Célestins correspond au couvent de l'ordre éponyme, installé en 1307 à l'emplacement du théâtre postérieur. Avant les Célestins, les Templiers y tiennent une commanderie.

#### Quartier Saint-Nizier
Le quartier de Saint-Nizier est le centre du noyau urbain primitif de la Presqu'île. Semblable au quartier Saint-Paul, il regroupe les métiers de bouche, une halle et les métiers nobles (drapiers, etc.). C'est là que s'installe le pouvoir bourgeois qui s'oppose au pouvoir religieux de l'autre côté de la rivière.
La Grande Charrière et la rue Mercière qui relie le pont de Saône à l'unique pont sur le Rhône forment les axes principaux de ce quartier, abritant les métiers du cuit les plus nobles tels que les chapeliers, gantiers, selliers, etc. Dans les artères des quartiers Saint-Nizier et Granetterie, on retrouve de nombreux notaires aisés, les barbiers - c'est-à-dire les médecins - ainsi que de nombreuses grandes familles lyonnaises qui séjournent dans le quartier : les Pape, les Nièvre, les Varey, les Durche ou les Chaponnay. Ce quartier est le seul à abriter un changeur, des métiers d'art tels que les fondeurs de verre, les potiers d'étain et dorier. Les marchands de la rue Mercière sont les seuls à proposer des étoffes précieuses et des épices. Sur la rue Longue, qui ferme le quartier au nord, se regroupent les armuriers de la Presqu'île.

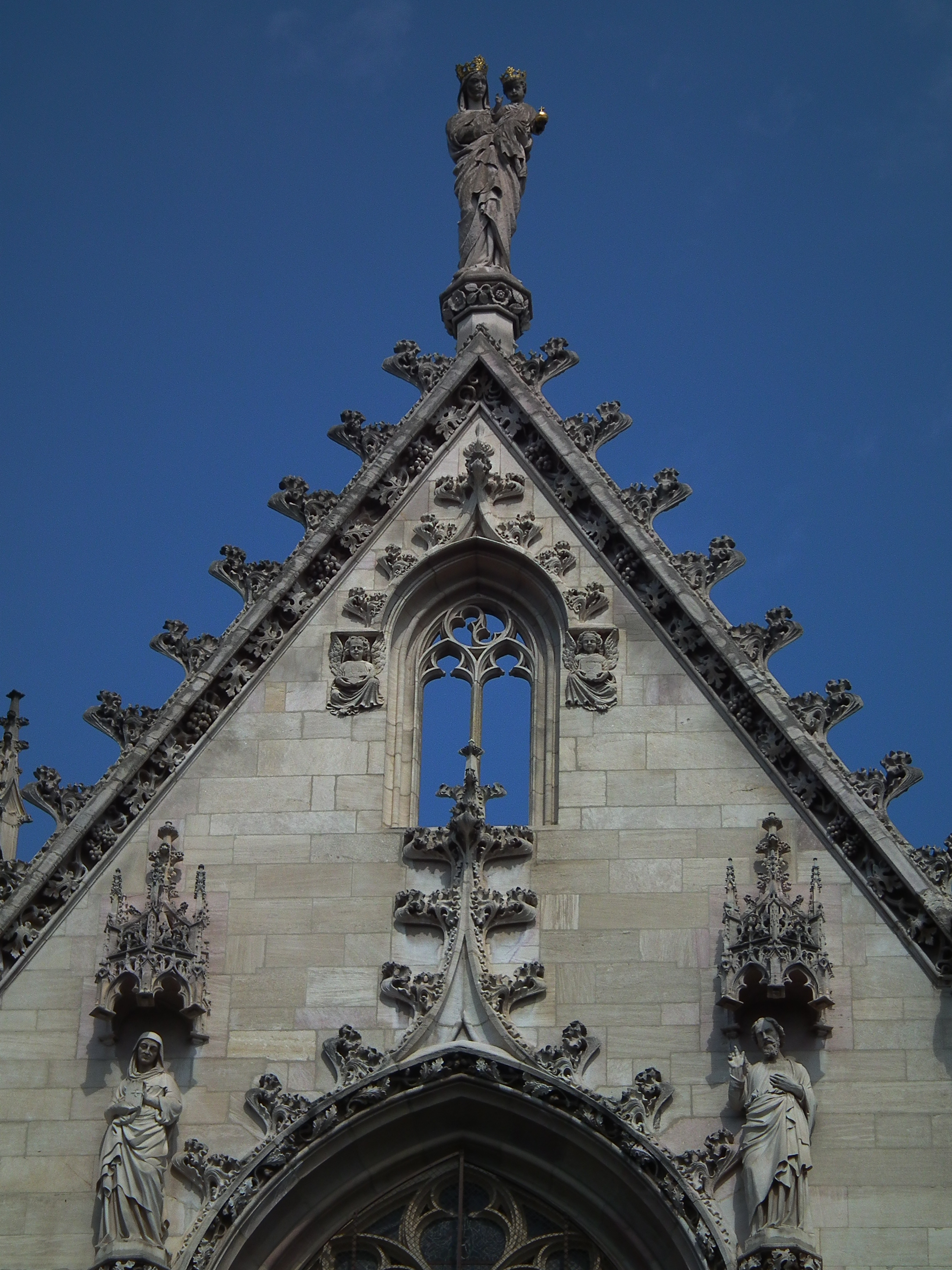
Faîte du fronton de l'église Saint-Nizier.

Le grand ouvrage de l'époque dans ce quartier est la reconstruction complète de l'église Saint-Nizier, portée par son chapitre et sa fabrique où passent les plus influents bourgeois de la cité. Ainsi, le clocher nord, achevé en 1460 devient le beffroi de la ville. C'est dans cette église et dans la chapelle Saint-Jacquème tout proche, que le consulat tient ces séances et organise ses cérémonies officielles,.
À l'arrière de l'église Saint-Nizier, les rues qui irradient depuis le cimetière forment un quartier plus pauvre, dont l'essentiel des habitants vivent des métiers de la construction.

#### Pentes de saint-Sébastien
Entre le quartier Saint-Nizier et les murailles des Terreaux, sur le côté Saône se trouvent les rues de l'Erberuie, de la Pêcherie ou de l'écorche-bœuf qui constituent le quartier de la Platière, où se concentrent les bouchers et tripiers. On retrouve le long des berges des tailleurs et des drapiers. Ce petit quartier, de classe moyenne, comprend également les étuves de l'Empire.
Le quartier situé à l'arrière de l'église Saint-Pierre, comprenant la rue Neuve ou de l'Arbre sec, comprend des artisans plus modestes que le quartier de la Platière, avec des affaneurs, des tailleurs ou des pelletiers pauvres.
Au nord de cette aire, la pente de Saint-Sébastien (coteaux de l’actuelle Croix-Rousse) est quasiment vide d'habitants, seulement couverte de vignes et de ruines. En haut, des fossés de défense sont établis. À ses pieds, cinq portes marquent symboliquement les limites de la cité, la muraille de défense étant construite en retrait, au niveau des Terreaux dont le nom évoque les terrassements défensifs. Ce vieux mur disparaîtra avec la poussée urbaine au XIVe siècle. C'est de ce côté, ou contre la rive du Rhône, toujours à l'extérieur des remparts, que sont concentrés les professions dangereuses et insalubres, qui ont souvent besoin du fleuve : tuileries, tanneries, forgeries, etc. Seul quartier urbanisé de ce secteur, le bourg Saint-Vincent, collé à la Saône est très peuple et regroupe une foule de pêcheurs et affaneurs pauvres. De même, toujours à l'extérieur des murs, ou près des portes, sont concentrés les hôpitaux religieux destinés à accueillir errants, voyageurs sans toit et miséreux : On retrouve ainsi les Augustins ou l'institution de la Déserte sur le bas des pentes.

#### Le sud de la Presqu'île et les berges du Rhône

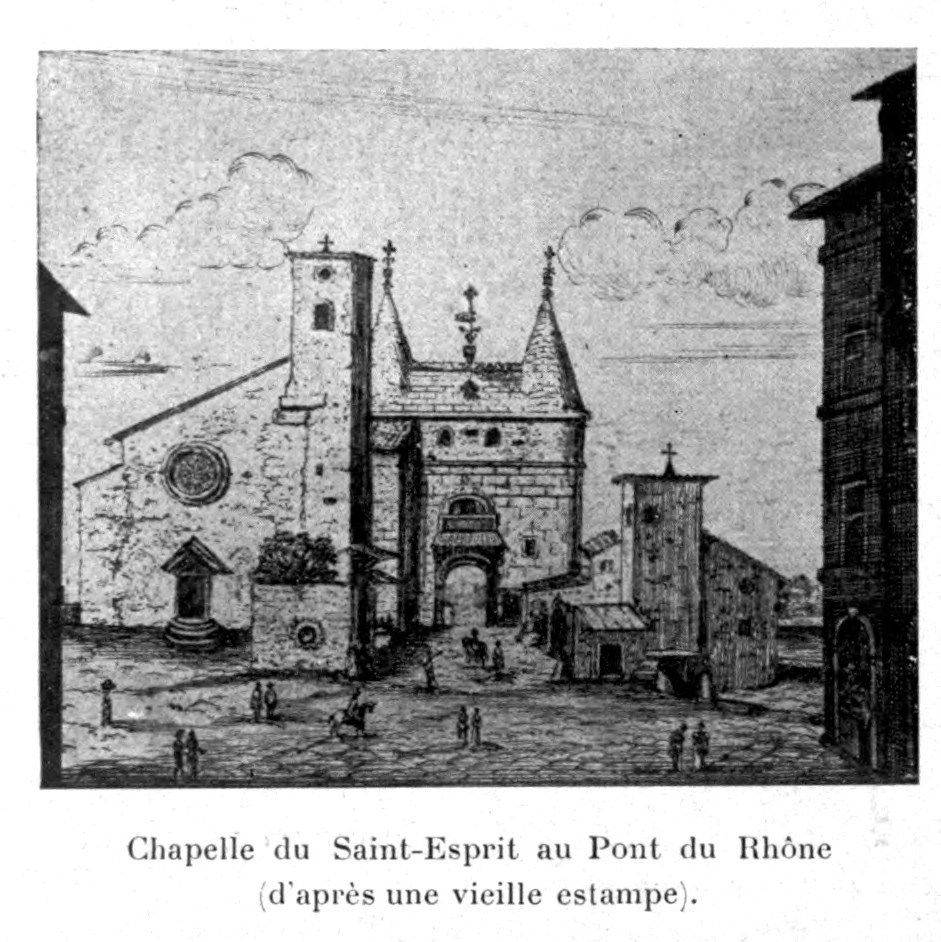
Chapelle des religieux à l'entrée du pont sur le Rhône.

Au sud de Saint-Nizier, on retrouve des espaces faiblement peuplés où se sont installés les couvents des Dominicains (Jacobins) et des Franciscains (Cordeliers), l'Hôtel-Dieu puis des champs et des espaces ruraux autour de l'abbaye Saint-Martin d'Ainay.
La berge du Rhône est complètement dégagée, des débarcadères et des moulins amarrés se succédant le long du flot, à l'ombre du mur d'enceinte. Ils permettent à des meuniers résidant dans les rues de la Blancherie et de Bonnivaux de fabriquer la farine de Lyon.
Le pont du Rhône, d'abord édifié en bois au XIIe siècle, est dédoublé au siècle suivant en pierre, sans que l'on sache à quelle date le premier pont est démoli. Ce deuxième ouvrage est très long à se concrétiser. Dans les années 1310, seul le premier pilier est commencé, les finances des religieux, les frères du pont, qui en ont la charge depuis 1185 ne pouvant suivre face aux difficultés. L'ouvrage est alors confiés aux moines cisterciens de Hautecombe puis à ceux de la Chassagne en Dombes. Il faudra un siècle pour l'achever, et encore, pas entièrement en pierre, ce qui permettra, à l'orée de la Renaissance, une vigoureuse croissance économique. À son débouché sur la presqu'île, il aboutit au quartier Bourchanin, alors très pauvre, contenant des pêcheurs et affaneurs.

## La société lyonnaise

### Démographie et difficultés du temps

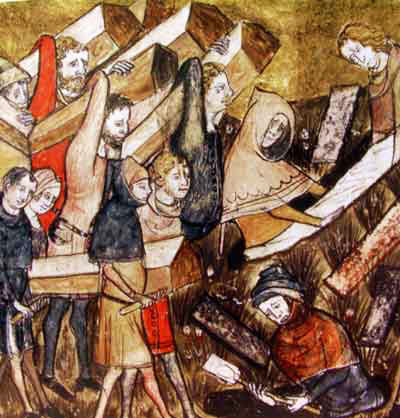
Illustration de la peste noire. The Chronicles of Gilles Li Muisis (1272-1352), abbot of the monastery of St. Martin of the Righteous. Bibliothèque royale de Belgique, MS 13076-77, f. 24v.

L'année 1320 est également un jalon important de la ville de Lyon sur le plan démographique. En effet, c'est à cette date qu'est établi le premier document permettant d'avoir un ordre de grandeur de la population. Les 21 et 22 juin 1320 est rédigée une liste des citoyens jurant de respecter les franchises ; elle fournit 3 000 noms. À partir de ce chiffre, il est possible d'estimer la population lyonnaise à environ 15 000 à 18 000 habitants. Cela situe Lyon au rang de métropole secondaire, telles Arles ou Avignon.
À cette date, Lyon commence à connaître une lente décroissance provoquée par les difficultés frumentaires, les épisodes de peste (à partir de 1347) et les guerres (même si Lyon ne fut jamais au centre des conflits). Le nadir démographique est estimé aux environs des années 1430. Ensuite, la hausse de la population s'accroît selon un rythme difficile à préciser, pour aboutir à environ 35 000 habitants vers 1520. Selon les auteurs, la hausse démographique survient vers 1425, 1450 ou seulement à la fin du XVe siècle.
La première vague de peste, la « mort noire », frappe Lyon en mai 1348. Elle décime la population de la ville, et les estimations des contemporains (« Sur trois personnes à peine en demeurait-il une ») semblent à peine exagérées : Entre un tiers et la moitié de la population disparait lors de cet été. Une première récurrence en 1361 est également dévastatrice, puis les épisodes de peste se répètent périodiquement, plus ou moins violemment jusqu'au XVe siècle.
Lyon n'a jamais été pillée, ni même assiégée à cette époque. Les milices de la ville n'ont presque jamais eu à combattre les pillards qui circulaient en cette époque troublée. Dans les environs, en revanche, les Lyonnais eurent à subir les ravages dévastant les champs et les propriétés de nombreux notables. Les deux périodes les plus troublées furent entre 1358 et 1368, ainsi qu'entre 1417 et 1444.

### Une économie encore locale
À partir du XIVe apparaissent des preuves de l'importance des possessions terriennes des bourgeois lyonnais. Lors du recensement de 1388 ; près de la moitié de ceux-ci possèdent des biens en dehors de la ville. Ces biens ne diminueront pas en nombre durant la période de crise du début du XVe siècle mais verront seulement leur valeur s'étioler. Au XIVe siècle, les Lyonnais ne font pas d'opérations foncières loin des murailles. La grande majorité jette son dévolu sur les paroisses collées à l'ouest des Saône et Rhône entre Anse et Givors. La tendance de ces bourgeois est d'investir dans la viticulture, les citadins souhaitant visiblement boire le vin de leur propre vigne, et également éviter les taxes sur cette boisson à l'entrée de la ville.
Durant cette période, Lyon ne brille pas par un artisanat particulièrement développé. Il n'y a aucune industrie d'exportation notable, les productions lyonnaises étant uniquement destinées à la région proche. Les professions de changeurs ou d'aubergistes (souvent très liées), sont les seules à bénéficier de la position stratégique de Lyon. Durant une courte période, la présence des papes à Avignon améliore quelque peu le commerce de la vallée du Rhône, mais leur départ renvoie la cité à sa place de métropole de second rang dans l'espace européen.
Par voie de conséquence, le commerce n'est pas très développé. Peu de marchands étrangers viennent s'installer à Lyon, et les marchés locaux ne reçoivent pas la visite de beaucoup de convois au long cours. Les foires, octroyées par le Dauphin le 9 février 1420, ne connaissent pas de grande activité durant des décennies. Entre 1425 et 1436, elles disparaissent même, et ce n'est pas leur nombre, passant de deux à trois en 1445, qui change les choses. Ce sont les modifications des trajets des voies commerciales européennes qui leur donnent un grand lustre, et provoquent le basculement de la cité lyonnaise dans la Renaissance, aux alentours des années 1450. Une quatrième foire apparait en 1463.

### Vie quotidienne et sociale à Lyon
Malgré l'apparition des foires, et la fin de la construction du pont sur le Rhône qui crée un flux (certes maigre) de marchands, le rythme de la vie des Lyonnais est avant tout fondé sur le monde agricole. La veille de la fête de la Saint-Jean, le jour des renouvellements de contrats, du paiement des échéances est la date la plus importante de la vie économique locale, pas encore concurrencée par des foires saisonnières qui n'ont pas pris leur envol. Le marché du samedi est le moment d'animation principal de la semaine.
L'impasse Turquet, sur les pentes de Fourvières, donne une idée des maisons de l'époque.
On y trouve la plus ancienne maison de la ville, maison florentine sûrement établie entre le XIVe et le XVe siècle.

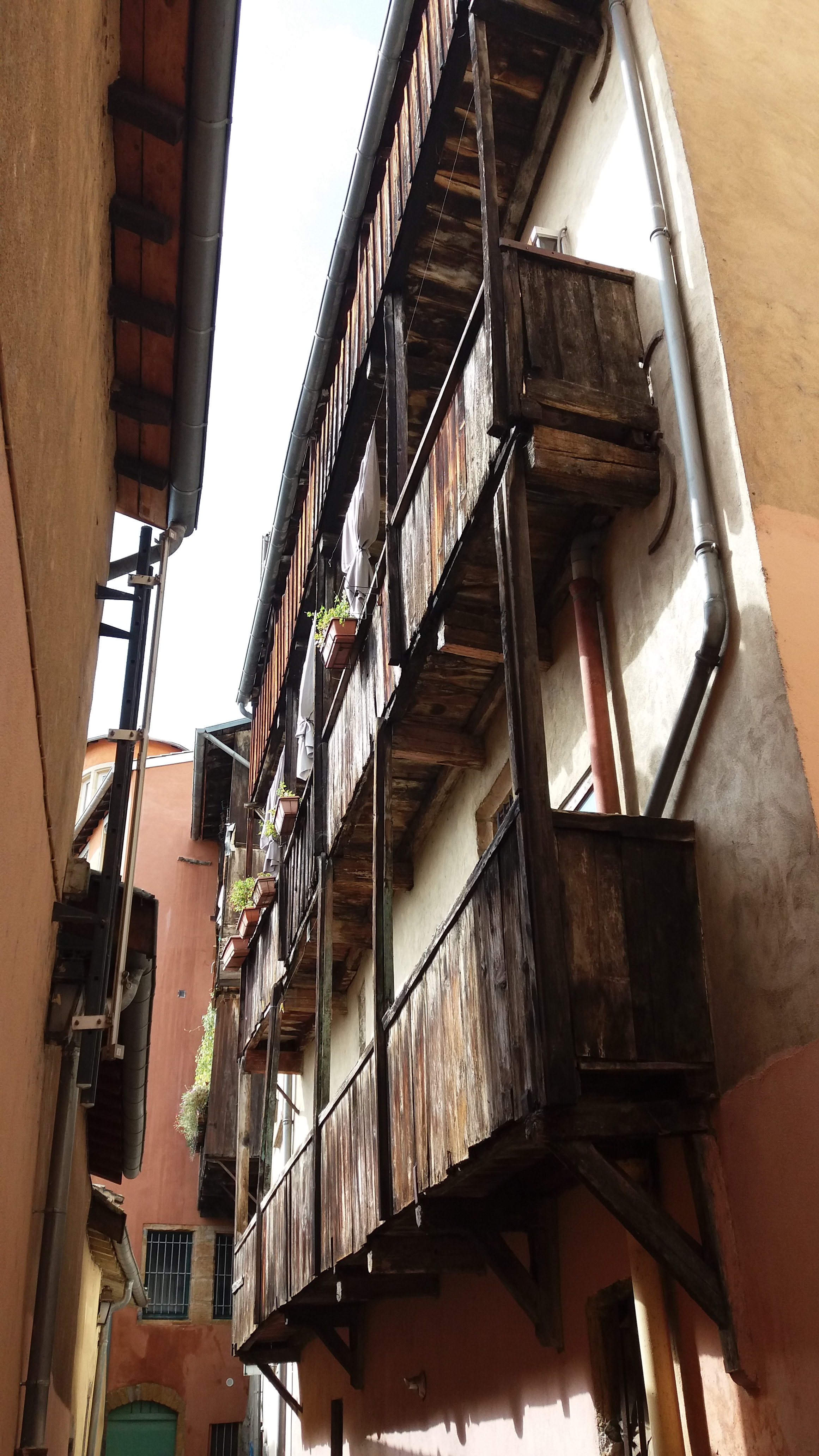
Maison florentine à Lyon. XIVème-XVème. Impasse Turquet

#### Les structures sociales
Les couches les plus pauvres de la société vivent d'un petit lot de terre. Les populations un peu plus aisées sont propriétaires de terres cultivées par un métayer ; et surveillent attentivement ce qui fonde la plus grande part de leur aisance. Ces deux groupes sociaux étant largement majoritaires, en cas de mauvaise saison c'est toute la cité qui s'affaiblit. Ainsi, les années 1347 - 1362 est une période très dure pour Lyon.
L'étude des documents fiscaux permet de mettre en avant une très forte disparité entre les catégories sociales. En 1377, 13 % des contribuables paient 68 % de l'impôt ; en 1446, 16 % des imposables versent 57 % de l'impôt. Le début de prospérité de la ville a ainsi légèrement gommé les inégalités. L'élite lyonnaise est fortunée et puissante. Elle possède de l'argent, un solide patrimoine urbain et des seigneuries. Ce groupe discute d'égal à égal avec la noblesse, même s'il n'y a pas beaucoup d'unions entre les deux. Ils font construire de hautes maisons, font porter leurs armes à leurs domestiques, et mènent une vie sociale faite de largesses aux alliés et de libéralités aux nécessiteux.
Sous cette petite élite se trouvent les marchands, encore peu nombreux à cette époque. Mobiles, de fortunes variables et changeantes, ils tentent d'accumuler du capital pour progresser dans la hiérarchie sociale jusqu'à l'élite. Viennent ensuite dans la structure sociale lyonnaise, les commerçants (hôtellerie, saunerie, ferraterie...) et hommes de lois (avocat, notaire, sergent...), qui se confondent avec les artisans qualifiés (doriers, brodeurs, orfèvres...). Enfin, la masse des Lyonnais sont des affaneurs, des gens qui vivent de travaux ponctuels, glanés de-ci de-là. Certains d'entre eux parviennent à mobiliser un petit capital pour posséder une barque, un lopin de terre ou tenir à ferme un four commun.
Mais quelles que soient les époques, ces groupes sociaux ne restent jamais figés, les uns s'enrichissant en une ou deux générations, d'autres tombant dans la gêne.

#### Les institutions
La cité lyonnaise de la fin du Moyen Âge est un corps organisé de nombreuses structures qui s'entremêlent et qui vivent les unes avec les autres plus ou moins facilement. Les pouvoirs ecclésiaux, s'ils ont perdu de l'influence, sont encore une force sur laquelle il faut compter. Le roi, par l'entremise de ces représentants, intervient également régulièrement. Et enfin, au plus près de la population, de multiples structures aux contours assez flous encadrent et mènent la population.

##### Institutions religieuses

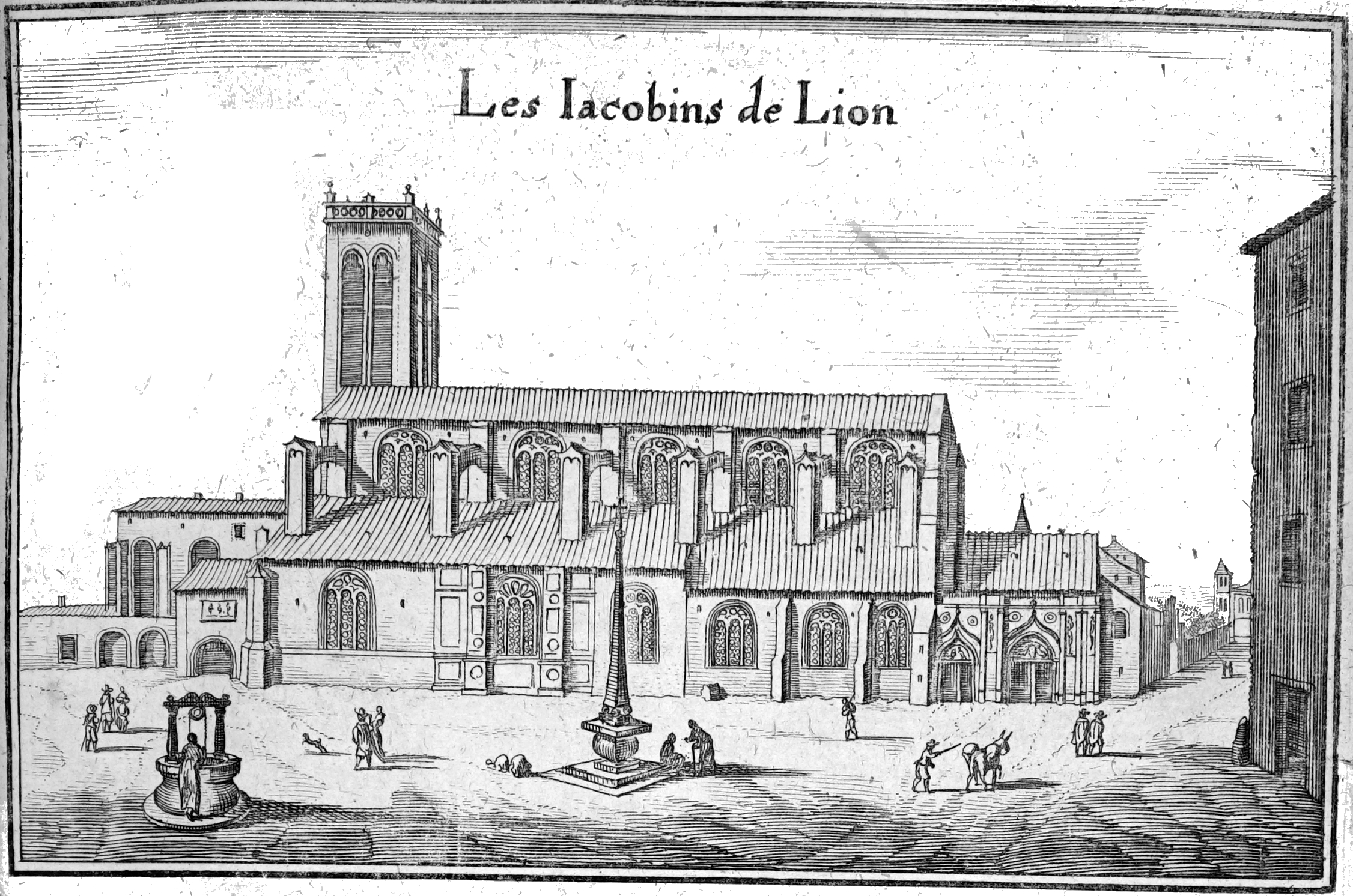
Le couvent Jacobin de Lyon (actuelle place des Jacobins, 2ème arrondissement)

La ville est divisée autour des différents couvents que l'on y trouve. Comme évoqué précédemment, le couvent dominicain se trouve sur la Place des Jacobins. C'est le couvent le plus important d'un point de vue politique (notamment du fait de la puissance de l'ordre dominicain et ses liens avec le pouvoir Royal).
La place des Cordeliers était la place du couvent franciscain. L'ordre Franciscain, affiliés à Saint François d'Assise, portaient une corde autour des hanches pour tenir leur coulen d'où le surnom de "cordeliers". La place est la dernière à porter encore des traces de la présences des ordres mendiants à Lyon : la basilique Saint-Bonaventure.

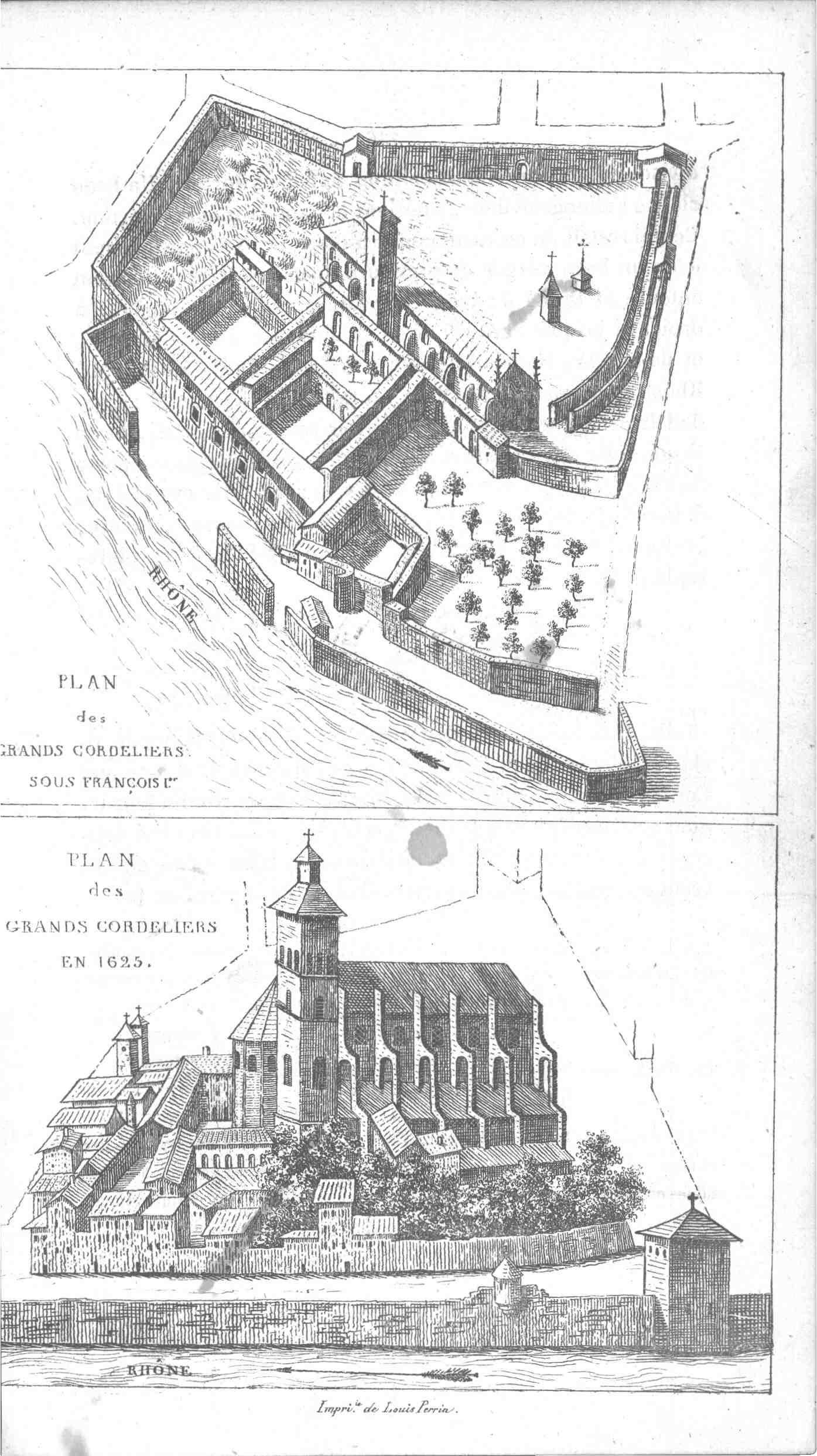
Couvent des Cordeliers sous François Ier (actuel 1er arrondissement)

La place des Célestins était la place de l'ordre éponyme. Le couvent se trouvait sur l'emplacement de l'actuel théâtre, datant du XIXe siècle. Avant les célestins, les templiers y avait une commanderie. Les célestins s'installeront en 1307.
La ville était également un fief templier. En effet, l'ordre du Temple avait une commanderie établie sur les collines de Croix-Rousse. On a connaissance de leur présence depuis au minimum 1208, date d'un document retrouvé attestant d'un échange entre l'Archevêque de Lyon et des templiers. On trouve encore des traces de la présence templière à Lyon dans l'église Saint Georges, sur les quais de Saône.

##### Institutions urbaines
La première institution urbaine en importance est le consulat, qui s'appuie sur les métiers et confréries pour diriger et régenter l'ensemble de la population lyonnaise.

###### Le consulat
Avec l'octroi en 1320 par l'archevêque Pierre de Savoie des franchises aux bourgeois, regroupées sous la charte dénommée la Sabaudine, les civils entrent de plain-pied dans la vie politique de la ville. Cette charte institutionnalise un consulat qui gère les affaires de la cité.
Ce consulat est composé de douze consuls, six du royaume et six de l'empire, issus des arts majeurs, et renouvelés chaque année. Toutefois, le mode d'élection entérine la constitution d'un groupe oligarchique qui sera souvent en décalage avec des réalités sociales mouvantes. Les consuls se réunissent deux à trois fois par semaine en temps normal, à Saint-Jaquême ou chez l'un d'entre eux. Si de nombreux élus sont régulièrement absents, deux membres permanents sont présents : le receveur-secrétaire et le receveur. Les tâches des consuls sont nombreuses et variées.
Ils nomment les commissaires pour tenir des domaines particuliers (santé, fortifications, comptabilité...) et les membres du service municipal, qui agissent en leur nom auprès des quartiers ou de corps de métier (gardes, charpentiers, mandeurs, trompettes, etc.). Ils expédient une foule de petites affaires, de voirie, d'aumônes, etc. Ils veillent à l'adjudication des fermes, à la tenue de l'impôt, à sa rentrée. Les affaires fiscales occupent l'essentiel de leur temps.
Les impôts (aides, vingtième du vin, deniers mis sus...) sont octroyés annuellement par l'archevêque, et surtout par le roi de France, et deviennent progressivement permanents. Ils permettent à la ville d'assoir ses finances, et, les périodes de conflits passées, de procéder à de multiples dépenses civiles. Car le gros de la dépense consiste en la résolution des questions militaires ; qu'il s'agisse de payer des capitaines, de verser des rançons pour éloigner des bandes de pillards ou de rénover des fortifications. Les consuls doivent agir régulièrement en ce domaine. Comme pour d'autres villes, c'est lors des périodes de crise que le consulat se forge une histoire commune et se soude. À partir des années 1360, la région commence à subir les répercussions des guerres franco-anglaises. Les bandes de soldats en maraude (les « tard-venus », notamment) circulent et pillent le Lyonnais. Ils triomphent en 1362 à Brignais d'une armée levée en toute hâte. Les passages de convois militaires sont moins féroces qu'en d'autres endroits, mais ils sont réguliers jusque dans les années 1390. La deuxième période d'insécurité persistante se situe entre 1417 et 1445. Les troupes démobilisées par le Traité d'Arras (1435) circulent dans la région, sans jamais attaquer la ville même. Le sénéchal et capitaine de Lyon Théodore de Valpergue entreprend de les contenir ou les éloigner, notamment lors d'une négociation menée en 1438 à Beaune. Ils ne restent toutefois jamais bien loin, et ils sont jusqu'à 8000 à rôder, leur fait d'armes principal est le massacre des habitants de Vimy. À partir de 1444, les troupes royales et savoyardes les soumettent. À ces malheurs, il faut ajouter des épidémies de peste et de variole entre 1437 et 1439.
La dernière grande affaire du consulat est de subvenir aux besoins alimentaires de la ville. Durant toute la fin du Moyen Âge, la ville n'a pas à souffrir de disette importante, moins en raison de la qualité de la gestion des consuls en ce domaine que parce que la faiblesse de la population citadine rendait le bassin d'approvisionnement proche (le Lyonnais proprement dit, la Bresse et la Dombes) suffisant.

###### Les confréries et corps de métiers
Durant la fin du Moyen Âge lyonnais, les confréries sont peu nombreuses et sont essentiellement basées sur un territoire, plus rarement sous une dévotion ou un profession. Jacques Rossiaud en compte onze vivantes entre 1300 et 1350, douze entre 1350 et 1400, et quinze en 1450. Ces confréries se placent sous le vocable du « Saint-Esprit » lorsqu'elle sont sur la presqu'île, et sous celui de « Corpus Christi » à la droite de la Saône. Il existe alors une confrérie dite « mère de toutes les confrérie », celle de la Trinité. Elle se superpose aux autres et les fédèrent.
Le jour de la Pentecôte, chaque confrérie élit ses représentants, nommés « courriers », qui siègent lors de la fête de la Trinité à la principale et y élisent à leur tour les dignitaires.

### Une cité aux juridictions multiples
Lyon concentre un grand nombre de juridictions : archiépiscopale, capitulaire, seigneuriale, royale. Cela draine des flux financiers importants, suffisants pour faire vivre plus d'une centaine de personnes diverses (gradués, procureurs, clercs, sergents...). L'effectif des notaires est pléthorique pour une ville de cette taille (70 en 1377, 87 en 1446).
Certaines juridictions comprennent tout ce qui touche aux prélèvements. Les seigneuries ecclésiastiques perçoivent les dimes, les cens, et gèrent leurs affaires de manière efficace, avec un personnel spécialisé (juge ordinaire, juge des appeaux, sergents, coponniers). L'archevêque dirige l'officialité, qui a des compétences dans des domaines très vastes (tutelles, curatelles, affaires matrimoniales et testamentaires). Quatre autres cours (glaive, cloître, cour commune, cour des excès), aux contours flous, s'ajoutent à l'influence ecclésiastique.
À ceci s'ajoutent les officiers et les juridictions du roi, qui s'installent peu à peu dans le paysage lyonnais avec la cour des ressorts, prenant progressivement une place importante. Parallèlement, l'influence royale se ressent avec l'extension progressive de l'administration, composée d'une multitude de corps contrôlant les allées et venues, le commerce et les taxes royales.
Longtemps, les archevêques et les chapitres des églises importantes tentent de défendre leur influence face à la montée en puissance de la justice royale, parfois de manière violente. Les plus combatifs sont les prélats issus de familles princières comme Gui de Bourgogne ou Charles d'Alençon, qui ont des connaissances à la cour des Valois. Mais les quelques succès obtenus n'arrêtent pas l'évolution vers la domination royale sur toutes les affaires judiciaires importantes.

## Vie politique
Malgré son rattachement à la couronne royale en 1312, Lyon demeure globalement à l'écart des soubresauts que connait le royaume français. Cela se fait à la volonté de Philippe Le Bel, souhaitant entre autres erradiquer l'Ordre Templier, très présent en Rhône Alpes, et évidemment, à Lyon. La guerre de Cent Ans se déroule loin des terres lyonnaise et la ville n'est donc concernée que par les tensions qui animent ses plus proches voisins, savoyards ou bourguignons.

### Orientations politiques et grands évènements
Avec la guerre entre le roi de France et la Bourgogne, la ville est sollicitée par les deux partis pour prendre position. Jusqu'en 1417, elle reste autant que possible dans la plus stricte neutralité ; puis, les consuls prennent résolument le parti du roi de France. Cette fidélité n'est pas entièrement partagée par la population ; toutefois, aucun soulèvement pro-bourguignon n'a lieu. Dans les années 1410 et 1420, une surveillance particulière a lieu envers les habitants récemment arrivés de la Bresse ou du Mâconnais. Mais rien ne vient étayer des rumeurs qui courent périodiquement, affirmant que des personnes préparent un soulèvement.
Cette position en faveur du roi de France s'explique par trois éléments. En premier lieu, le roi est celui qui a imposé la charte de la ville aux forces ecclésiastiques locales. Ensuite, les marchands lyonnais ne fréquentent plus beaucoup les foires de Champagne, en plein déclin, mais vont plutôt à Genève. Enfin, à cette période, l'approvisionnement en grain de la population peut se passer des terres bourguignonnes.
Ce calme de la ville vis-à-vis des orientations politiques du consulat ne doit pas occulter une tension permanente entre les différentes couches de la population et les élites consulaires. Dès 1330, les exclus des affaires consulaires s'agitent. À deux reprises (1376 - 1390 et 1418 - 1436), des périodes d'oppositions larvées obligent les consuls à ménager les administrés. Si les forces populaires ne trouvent pas d'appuis assez puissants pour se révolter, à deux reprises, elles créent de vives émotions parmi les consuls.

#### Le carnaval insurrectionnel de 1393
Depuis fort longtemps, l'archevêque s'oppose aux forces royales à propos de l'exercice de la justice sur les terres lyonnaises. En janvier 1393, un arrêt du parlement de Paris donne raison à Philippe de Thurey pour imposer aux officiers royaux d'opérer en dehors de la cité rhodanienne. Ces derniers s'étaient auparavant installés dans la maison de Roanne, en plein cœur de la ville, et les conflits avec les agents de l'archevêque étaient réguliers. L'archevêque et ses gens, le lendemain de l'arrivée de l'ordre d'exécution, vont sur les lieux et mettent la bâtisse à sac, accompagnés par une foule nombreuse qui conspue les officiers royaux. Beaucoup parmi le peuple pensent alors que la puissance de l'archevêque face au roi est rétablie, dans le cadre d'une lutte autour du roi entre les princes tenant d'une nation provinciale et les conseillers partisans d'une royauté puissante.
Le charivari de la population modeste tient de l'hostilité non contre le roi mais contre les officiers royaux, tenus pour oppresseurs et profiteurs, de connivence avec le consulat. L'archevêque, dans le cadre de sa lutte pour retrouver du pouvoir à la fois contre les bourgeois et le roi, a certainement joué de la colère populaire. Si ce carnaval a effrayé les puissants laïcs de la ville, il n'a pas débouché sur des pillages et des troubles importants. Il a simplement montré aux consuls que le peuple suivait alors encore l'archevêque lorsque la pression fiscale se faisait trop forte.
L'arrêt du parlement est cassé l'année suivante, et les officiers reviennent en force en ville.

#### Larebeynede 1436

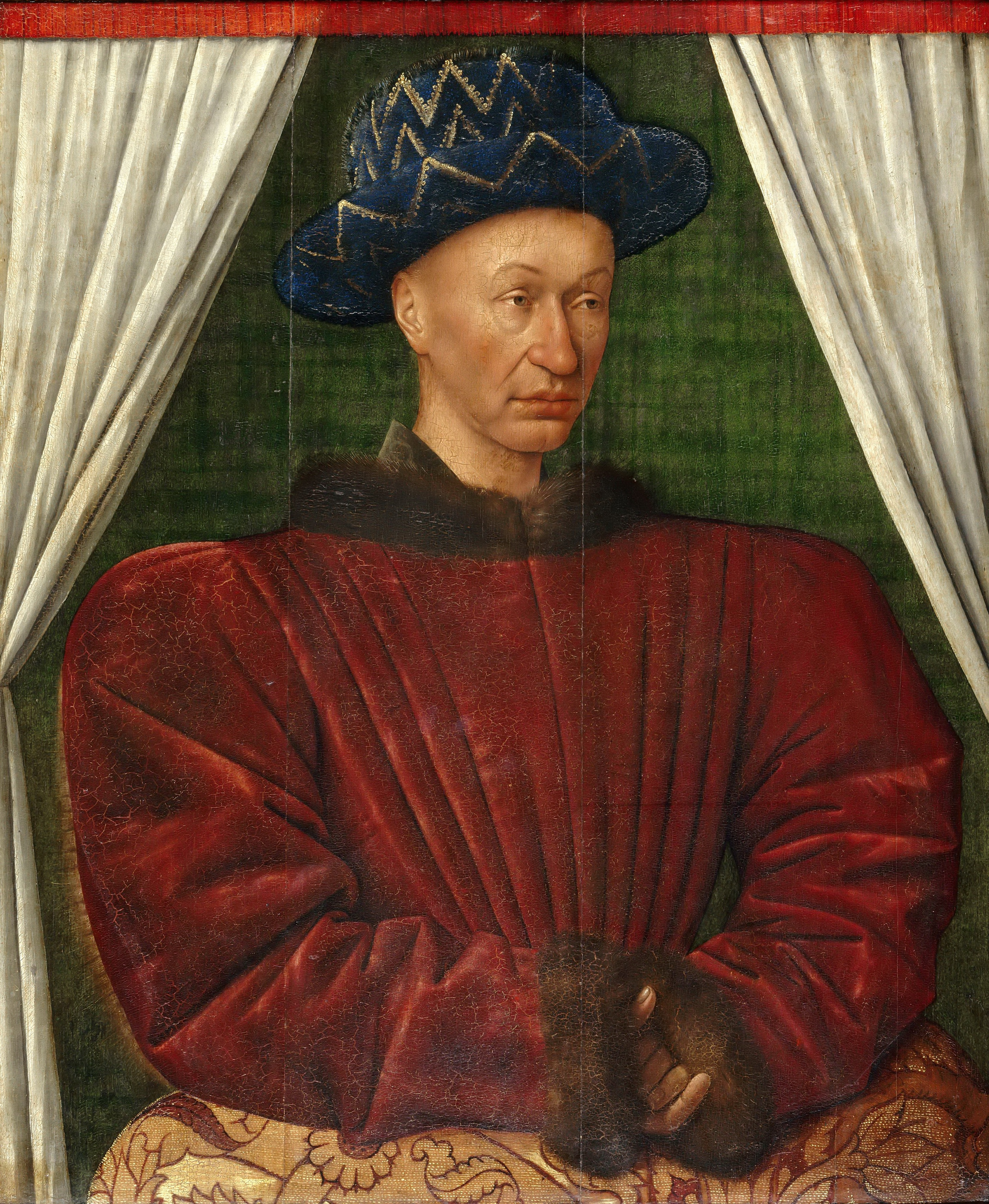
Charles VII

Le terme désigne un épisode lyonnais mouvementé, mais non violent, des révoltes fiscales qui ont lieu durant les guerres entre le roi Charles VII de France et la Bourgogne. La paix enfin faite en 1435 avec le Traité d'Arras, le peuple espère la suppression de la charge fiscale, et surtout des gabelles. Quand les États de Poitiers en février 1346 décident le maintien des impôts de guerre, le peuple décide d'envoyer au roi une délégation pour demander un allègement, comme cela s'était déjà vu. Pour cela, les maîtres des métiers demandent en assemblée un délai pour payer, et pour envoyer une délégation élue négocier avec le roi. Le lieutenant royal accepte le délai, mais le consulat, peu désireux de paraître refuser la volonté royale, se dérobe et impose que la négociation soit confiée à un commissaire royal. Celui-ci revient en mai avec un refus du roi.
Immédiatement, le peuple gronde et une assemblée générale se réunit pour protester contre l'impôt. Le consulat, en face, explique qu'il ne peut se dérober à la volonté royale et qu'il faut bien payer. La tension, probablement forte, ne débouche sur aucun affrontement entre riches et modestes. Un compromis est trouvé entre les consuls et les maîtres des métiers, pour faire payer relativement équitablement tout le monde. Le mouvement se termine donc par une soumission tardive de la population lyonnaise.
Jacques Rossiaud insiste sur le fait que si des historiens ont fait de cette « rebeyne » une véritable révolte contre la bourgeoisie consulaire et le roi, il est nécessaire de bien tenir compte que les sources qui la décrivent sont rédigées par ces mêmes consuls, qui ont vécu les évènements dans la peur d'un soulèvement. Mais il n'y eut aucun pillage, aucun mort, et jamais les maîtres des métiers ou les chefs élus des humbles ne perdirent la main sur le mouvement.
Le mouvement se termine donc par la soumission au roi, qui vient à la fin de l'année avec son armée. Il la fait vivre sur le dos de la ville comme en pays conquis durant plusieurs semaines, fait arrêter, juger, condamner les meneurs de la protestation. La plupart sont bannis, et certains exécutés.
Cette révolte, et la répression qu'elle produit, est la dernière étape à Lyon d'une époque troublée durant laquelle toutes les régions de France souffrent de la guerre de Cent Ans. Elle est une borne pour la ville qui, quelque temps après, entre dans la Renaissance.

## La religion à Lyon

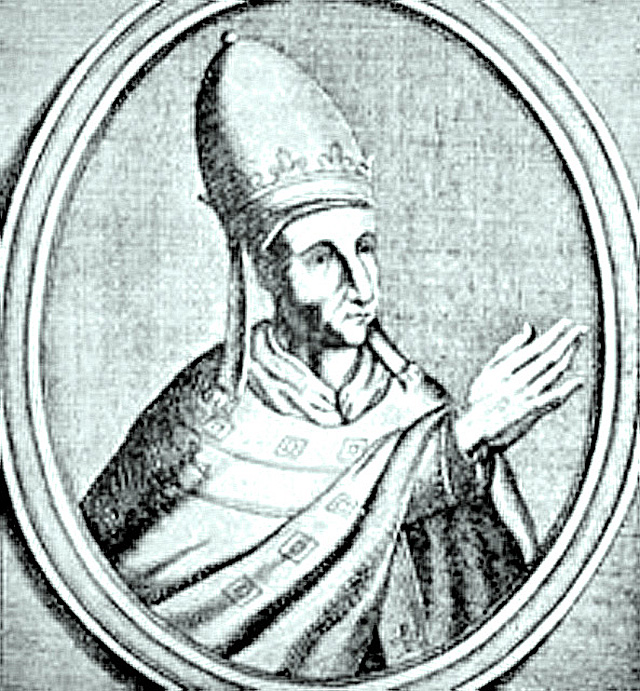
Le pape Jean XXII.

À la fin du Moyen Âge, Lyon n'a plus le prestige des siècles précédents lui permettant d'attirer papes et conciles. La proximité de la résidence papale en Avignon lui procure certes un mouvement important de clercs et de penseurs qui traversent la cité, mais pas de développement religieux particulier. Son apparition dans les affaires chrétiennes de l'époque se limite à l'élection du pape Jean XXII et aux conférences qui préparèrent l'abdication de l'antipape Félix V, le duc de Savoie Amédée VIII.

### L'archevêché
Malgré son affaiblissement politique du début du XIVe siècle, l'archevêque demeure un personnage majeur à Lyon durant la fin du Moyen Âge. Récupérant rapidement une partie de son pouvoir judiciaire, il s'agit la plupart du temps de personnalités importante à l'échelle du royaume ou de la chrétienté.

#### Les archevêques
Les archevêques de Lyon, depuis l'année charnière de 1320, ont perdu une grande part de leur pouvoir judiciaire et politique. Malgré leurs efforts pour en récupérer et préserver ce qui leur reste, leur influence est lentement grignotée. Ainsi, malgré les accords passés en 1320 qui placent le tribunal du sénéchal royal à Mâcon, l'archevêché s'installe rapidement sur l'Île Barbe, puis définitivement dans la ville, près du cloître Saint-Jean.
La plupart des archevêques de cette période gouvernent bien leur diocèse. Beaucoup ont une solide expérience, une grande culture ou une haute valeur morale et spirituelle. Ils développent les rouages de leur administration. Étant fréquemment appelés loin de leur région, ils doivent pouvoir s'absenter sans que cela nuise au fonctionnement spirituel du diocèse. Les hommes forts sont alors le vicaire général et l'official. Le premier a la charge de tout ce qui relève de l'administration concrète et spirituelle. Le second dirige la justice archiépiscopale, progressivement affaiblie par les pertes de compétences, mais toujours fondamentale pour tout ce qui concerne, entre autres, les testaments.

#### L'administration épiscopale
À la tête de l'administration épiscopale se trouve le sénéchal sous les ordres duquel il y a le chamarier et l'archidiacre. La partie la plus importante de l'administration archiépiscopale est de nature judiciaire. En effet, l'archevêque dirige le tribunal séculier (la « cour séculière ») et le tribunal ecclésiastique (« cour de l'officialité ») de Lyon.

##### Le tribunal séculier
Avec le tribunal séculier, l'archevêque tranche tous les litiges en matière de police, de fraude monétaire, des poids et mesures, de troubles à l'ordre public ou de propriété. Cette cour séculière est dotée d'un juge, d'un courrier, d'un procureur général et d'un avocat. Cette institution est la principale source de revenu de l'archevêque.

##### Le tribunal ecclésiastique
Le tribunal ecclésiastique est dirigé par un ou plusieurs officiaux. Il y en a, la plupart du temps, un seul, mais il arrive que plusieurs gèrent en même temps ce tribunal.

### Les ordres mendiants
Lyon, à la fin du Moyen Âge, dispose de cinq couvents de moines mendiants.
Les premiers à s'établir dans la cité sont les frères prêcheurs en 1218, en premier lieu au Gourguillon, puis à la Rigaudière, et enfin sur un terrain cédé par l'abbé d'Ainay derrière le Temple, sur laquelle se trouve la chapelle Notre-Dame de Confort.
Deux ans plus tard en 1220, les Cordeliers s'installent au cœur de la ville, non loin de Saint-Nizier, soutenus par de nombreuses grandes familles marchandes. Ainsi, Étienne Dorient leur cède la seigneurie de Francheville et d'Irigny. La construction de la nouvelle église est largement soutenue par Jacques de Grolée et Édouard de Savoie, et son agrandissement est en partie financé par Simon de Pavie, médecin de Louis XI au XVe siècle,.
Les Carmes arrivent à Lyon en 1303 et les Augustins en 1319 ; ils s'installent dans le quartier de Saint-Vincent. Ils y retrouvent le couvent de moniales de la Déserte, établi en 1304.

### Les recluseries
En plusieurs endroits de la ville et des alentours sont installées des recluseries, lieux où se tiennent des reclus ou des ermites. On compte jusqu'à onze recluseries qui, assez souvent installées sur une route passante, accueillent des personnes qui se consacrent entièrement à Dieu, sans vœux à la prière. Non coupé du monde, le reclus dispose souvent d'un petit jardin et est nourri par les habitants du quartier. Ils sont fréquemment l'objet de legs testamentaires et, sans sortir de leur isolement, peuvent aider les voyageurs pauvres.
Les onze recluseries lyonnaises sont situées à :
- Saint-Marguerite vers Pierre Scize sur le plateau
- Saint-Martin-des-vignes au-delà de Saint-Georges
- Saint-Clair au sud de saint-Martin-des-vignes
- sainte-Marie Magdeleine dans la montée du Gourguillon
- Saint-Epipoy sous Pierre Scize le long de la Saône
- Saint-Barthélémy au-dessus de Saint-Paul
- Saint-Vincent dans le quartier du même nom
- Saint-Marcel près de la Platière
- Saint-Clair du Griffon, près du Rhône au-delà des remparts
- Saint-Sébastien sur les pentes de l'actuelle Croix-Rousse
- Saint-Hélène dans le quartier d'Ainay près du Rhône[f 10].

### L'état religieux du diocèse
L'état des édifices religieux est connu grâce à une visite pastorale dirigée par Jean de Talaru en 1378. Elle révèle qu'une partie du diocèse, fortement touché par les passages des armées et des pestes, ne parvient pas à entretenir ses édifices religieux correctement. Les églises, prieurés ou cures en mauvais état se trouvent essentiellement sur les axes de passage des routiers ou des vagues de peste : vallée de la Saône, plateau lyonnais, vallées de la Turdine et de l'Azergues, plaine de Roanne. Ailleurs, y compris à Lyon, l'état des édifices religieux semble satisfaisant.

### Le sentiment religieux dans la cité
L'étude des testaments permet de percevoir une certaine évolution dans la manière de considérer l'au-delà et la nécessité de sauver son âme. Alors qu'au XIVe siècle, les bourgeois lyonnais consacrent une partie importante de leurs dons aux œuvres pieuses ou pour les pauvres, au cours du XVe siècle cette part se réduit au profit des messes pour leur propre rédemption. De même, les dons pour les œuvres charitables sont moins destinés directement à aider les nécessiteux qu'à faire fonctionner les institutions. Cette transformation va de pair avec le mouvement plus général des mentalités en Europe occidentale, où la place du « pauvre » se modifie, et où la religion prend une dimension plus intime, plus personnelle. Elle prépare ainsi l'arrivée de la Renaissance, à Lyon comme ailleurs.

## Les arts

### Littérature
La seule œuvre d'importance connue pour le XVe siècle est la Complainte de François Garin, marchand. Poème en octosyllabe de 2300 vers, elle est à la fois un travail autobiographique puisque Garin expose sa ruine dans les affaires, mais également un traité de morale et d'éducation et une dénonciation des scandale de l'époque et l'espérance dans le Jugement dernier.